# Bartholomew Roberts
Bartholomew Roberts, známý též jako Černý Bart / Černý Bartoš (velšsky Barti Ddu), rodným jménem John Roberts (17. květen 1682, Casnewydd Bach – 10. únor 1722, moře u Gabonu) byl velšský pirát. Jeho činnost vrcholila v letech 1719–1722, kdy v Atlantiku útočil na lodě z Ameriky a Západní Afriky. Úspěšně jich přepadl 470, což je nejvíce z pirátů jeho doby zvané též "zlatý věk pirátství".
Je známo, že na moři se začal plavit v třinácti letech, roku 1695, poté o něm není v historických pramenech zmínka až do roku 1718. K pirátům se přidal rok poté, to když byla piráty přepadena jeho loď Princess vedená kapitánem Abrahamem Plumbem. Pirátskému gangu, který ji přepadl, velel Howell Davis, jenž byl Velšanem jako Roberts, což možná sehrálo roli. Roberts byl znám tím, že si potrpěl na krásné oblečení a šperky, jako i jiní piráti, avšak lišil se tím, že byl dle všeho absolutním abstinentem a křesťanským sabbatariánem, nedovoloval také na svých lodích hazardní hry. Pod jeho vlajkou bojovaly ve vrcholné éře čtyři lodě: Royal Rover, Fortune, Royal Fortune a Good Fortune. Zabit byl v boji s lodí Swallow kapitána Chalonera Ogle, paradoxně z velké části kvůli opilosti své posádky. Jeho tělo hodili po smrti do moře, jak si přál. Po jeho úmrtí celý pirátský gang bitvu prohrál, 272 jeho členů bylo uvězněno, 65 z nich byli černoši, kteří byli poté prodáni státem do otroctví.
Drtivá většina informací o Robertsově životě pochází z knihy námořního kapitána Charlese Johnsona (někdy je uváděno, že jde o pseudonym Daniela Defoea) A General History of the Pyrates, jež vyšla krátce po Robertsově smrti roku 1724. Je jedním ze čtyř skutečných pirátů zmiňovaných v knize Roberta Louise Stevensona Ostrov pokladů. Robertsem je inspirována i postava Strašlivého piráta Robertse v románu a filmu The Princess Bride.